# Ogmodera multialboguttata
Ogmodera multialboguttata är en skalbaggsart som beskrevs av Stefan von Breuning 1956. Ogmodera multialboguttata ingår i släktet Ogmodera och familjen långhorningar. Inga underarter finns listade i Catalogue of Life.